# Адам Браун
Адам Браун (енгл. Adam Brown), рођен 29. маја 1980. енглески је глумац, комичар и пантомимичар. Своју прву филмску улогу имао је у Џексоновом првом делу филмске трилогије Хобит, коју је поновио у следећа два наставка.

## Филмографија
| Улоге Адама Брауна |                                     |                                                  |        |          |
| Година             | Српски назив                        | Изворни назив                                    | Улога  | Напомена |
| 2012.              | Хобит: Неочекивано путовање         | The Hobbit: An Unexpected Journey                | Ори    |          |
| 2013.              | Хобит: Шмаугова пустошења           | The Hobbit: The Desolation of Smaug              | Ори    |          |
| 2014.              | Хобит: Битка пет армија             | The Hobbit: The Battle of the Five Armies        | Ори    |          |
| 2017.              | Пирати са Кариба: Салазарова освета | Pirates of the Caribbean: Dead Men Tell No Tales | Крембл |          |